# 투바 카라데미르
투바 카라데미르(튀르키예어: Tuğba Karademir, 1985년 3월 17일~)는 튀르키예의 전직 피겨스케이팅 선수로, 튀르키예 최초로 올림픽에 출전한 피겨스케이팅 선수이다.